# Троицкая церковь (Троицкое, Черниговская область)
Троицкая церковь — православный храм и памятник архитектуры местного значения в Троицком.

## История
Решением исполкома Черниговского областного совета народных депутатов от 26.06.1989 № 130 присвоен статус памятник архитектуры местного значения с охранным № 65-Чг под названием Троицкая церковь. Установлена информационная доска.

## Описание
Троицкая церковь построена в период 1772-1774 годы в стиле барокко по примеру Вознесенской церкви в Коропе. Сохранилась до наших дней без перестроек. 
Каменный, башнеобразный, тетраконхового типа — центрический храм с четырёхлепестковым планом: к квадратному внутреннему подкупольному помещению примыкают четыре экседры (выступы полуциркульные в плане), которые достигают половины его высоты. Грани основного объёма завершаются треугольными фронтонами. Над основным объёмом возвышается восьмигранная башня (восьмерик) под гранёным куполом с луковичной главкой. Окна и двери расположены в полукруглых нишах. Храм украшен декором, в частности карнизами, фронтонами над окнами и дверями, пилястрами по углам экседр, восьмигранная башня расчленена пилястрами. 
Был в полуразрушенном состоянии. Ныне проведены ремонтно-реставрационные работы с сохранением исконного вида. 